# Stade La Martine
Le Stade La Martine est un stade de football situé à Marseille.
Il est composé d'une unique tribune d'une capacité estimée à 1 990 places. En 2014, à la suite de l'accession de l'Athlético Marseille (anciennement Groupe Spoirtif Consolat), il accueille le championnat de France de football National bien qu'il ne soit pas aux normes pour cela. La question de la rénovation a été soulevée mais le budget du club ne permet pas de les réaliser.

## Histoire
Le 25 juin 2021, lors d'un match de football local organisé dans le cadre de la "H-Cup" entre l'équipe de La Solidarité et celle de Malpassé, il s'est déroulé un règlement de comptes aux abords du stade tuant une personne et blessant grièvement une autre.

## Notes et références

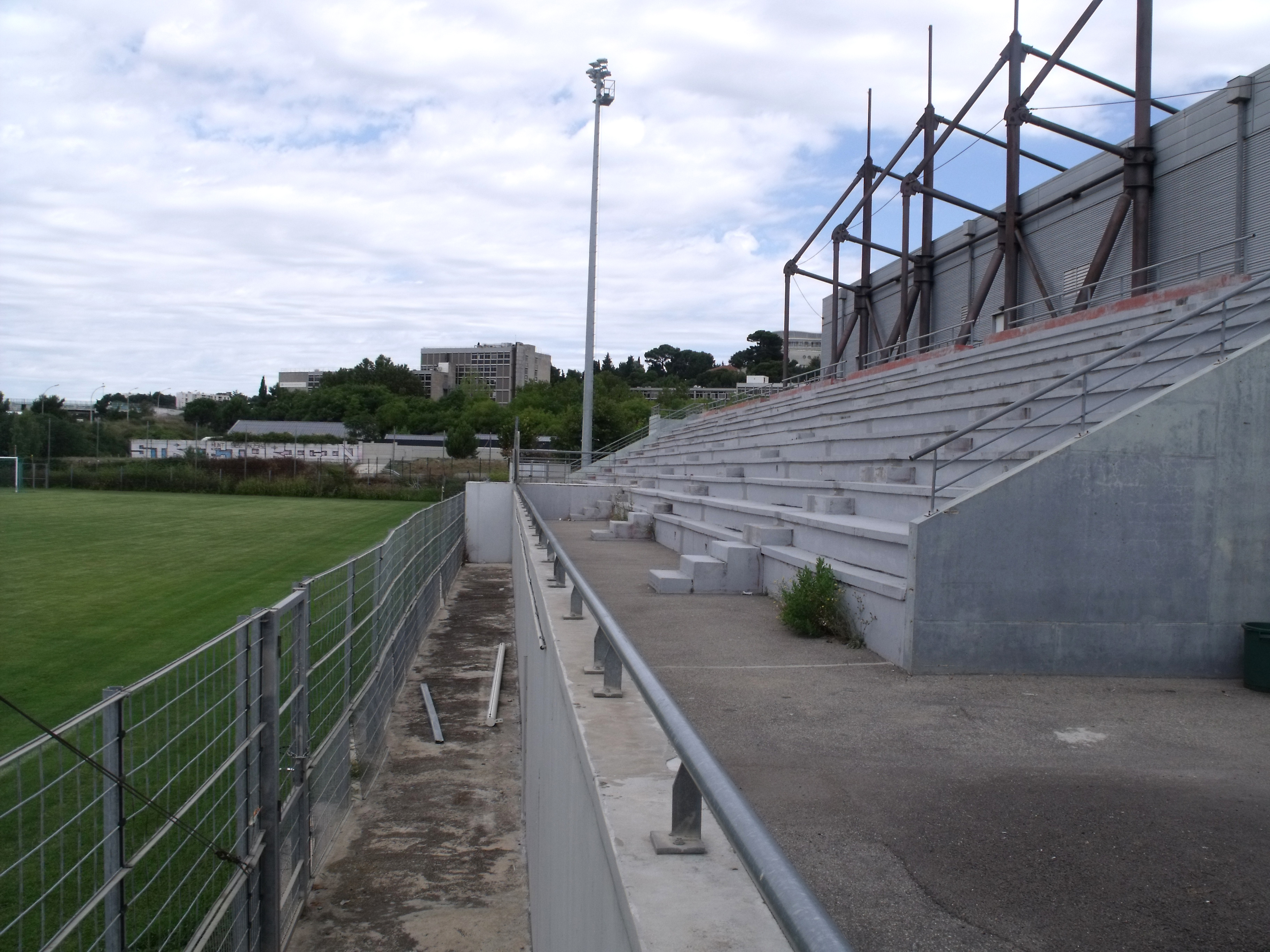
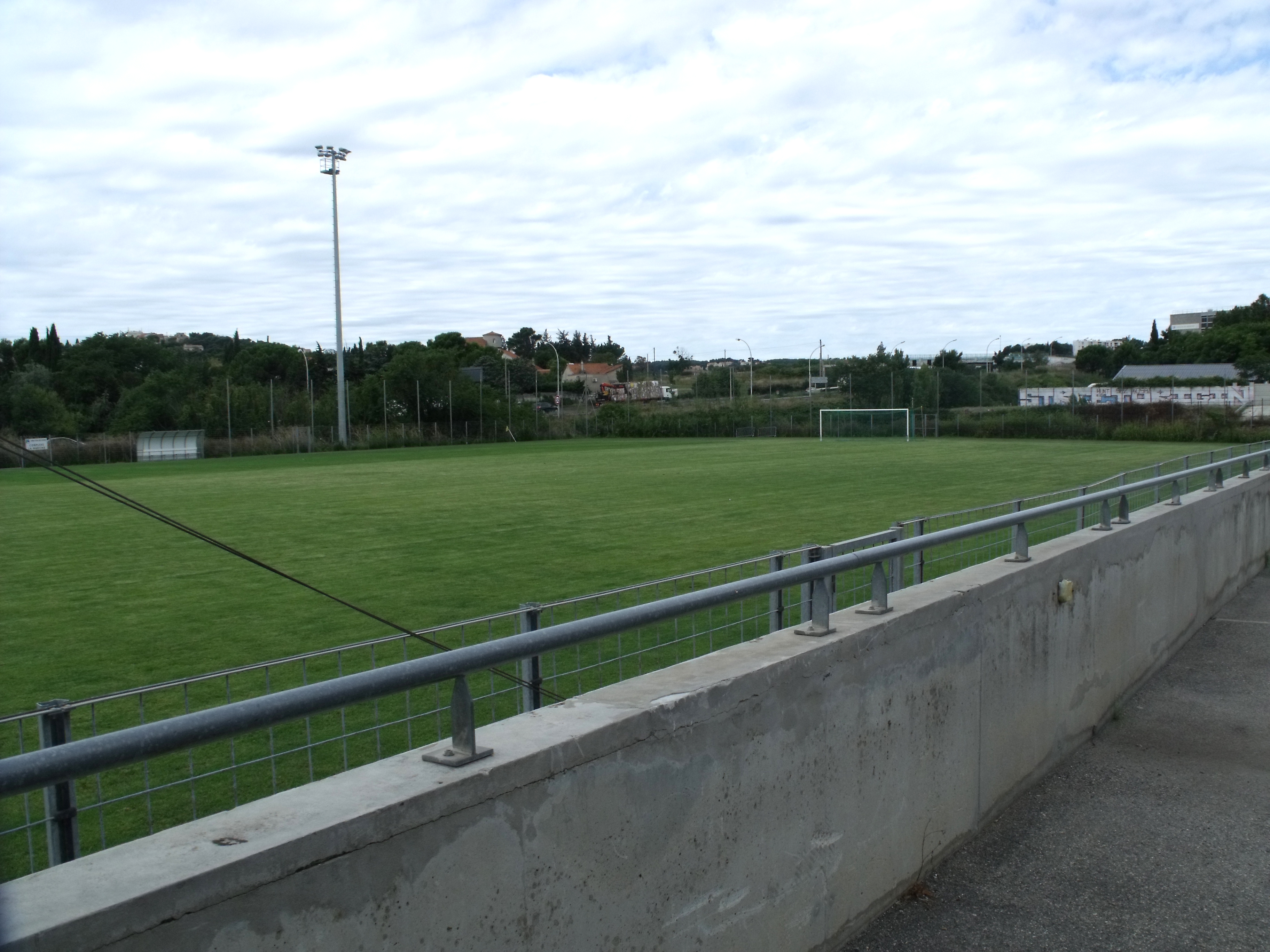
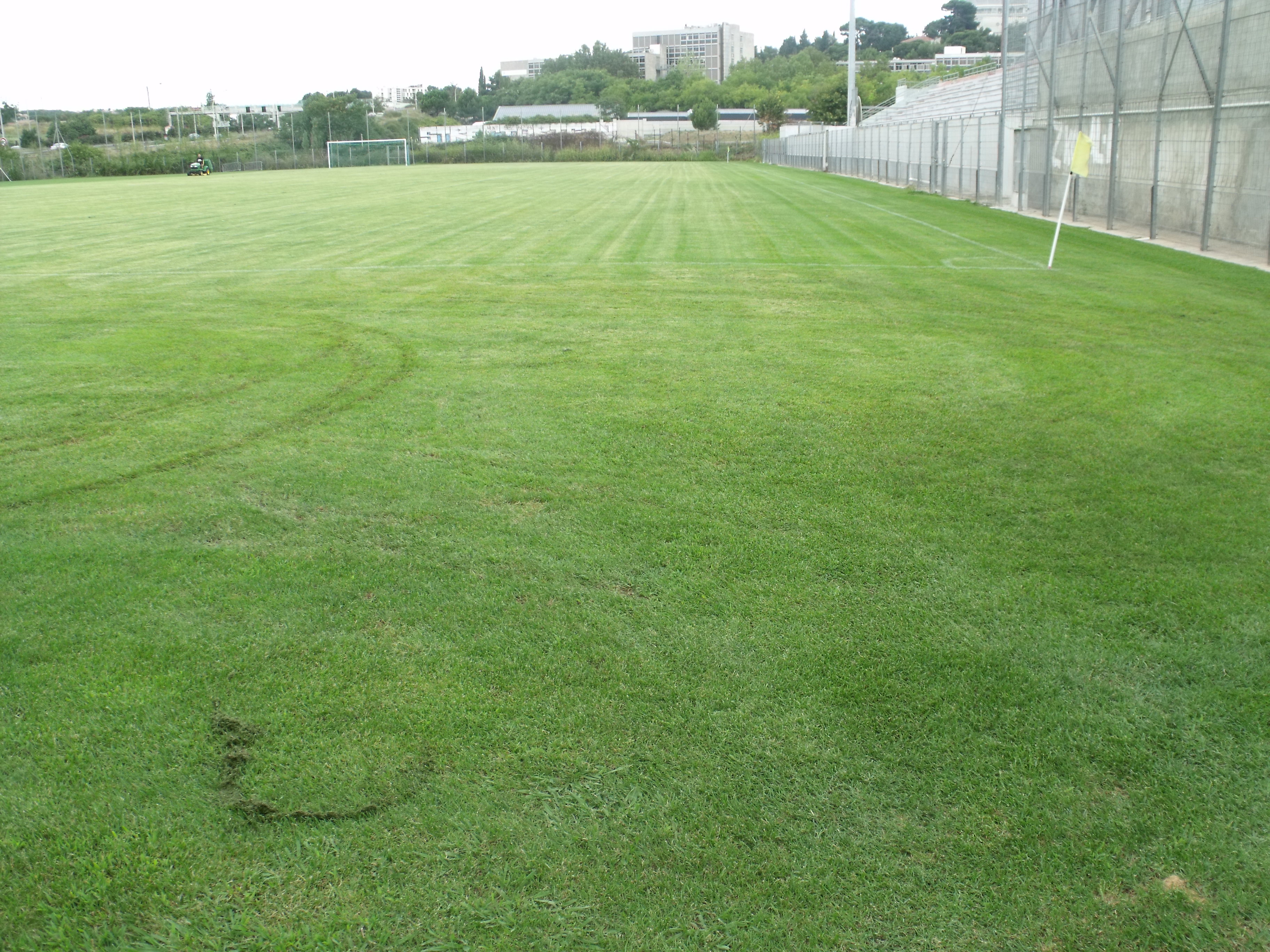